# 埃姆雷·贝勒兹奥卢
安利·比路蘇古魯（土耳其語：Emre Belözoğlu，1980年9月7日—），通常簡稱為安利（Emre），是一名土耳其足球員。2004年，安利獲巴西著名球星比利選入在世的最偉大的125名球員名單之中。

## 生平
安利16歲已替土耳其球隊加拉塔沙雷上陣，翌年隨即成為球隊的正選。
2001年，安利以1,000萬英鎊轉會費加盟國際米蘭。由於他擅於組織攻擊，腳法出眾，被球迷稱為「博斯普魯斯馬勒當拿」。2002年，安利憑著出色的表現帶領土耳其成為2002年世界盃第三名。由於在國際米蘭被投閒置散，上陣機會不多，加上有傳與領隊文仙尼不和，不少球隊如愛華頓和紐卡素都有興趣羅致。
2005年7月14日，安利以380萬英鎊從國際米蘭轉會至紐卡素。由於紐卡素戰績不濟，不斷更換領隊，在2007年夏季上任的萨姆·阿勒代斯已是安利加盟以來的第三名領隊，有傳聞安利將返回土耳其加盟母會加拉塔沙雷或對頭費倫巴治，但安利選擇留隊爭取正選席位。2008年夏季，安利終於重返土耳其，加盟費倫巴治，簽約3年。

## 榮譽
- 加拉塔沙雷
  - 欧洲超级杯（1）：2000年；
  - 歐洲足協盃（1）：2000年；
- 土耳其
  - 2002年韓日世界盃：季軍
- 國際米蘭
  - 意大利盃（1）：2005年；
- 紐卡素
  - 歐洲足協圖圖盃（1）：2006年；

## 外部連結
- Soccerbase 安利資料
- UEFA.com 歐洲足協 安利資料 （页面存档备份，存于）
- 香港紐卡素球迷會 安利資料
- 123 Football Stats（页面存档备份，存于）